# Kamau Stokes
Kamau Thutmoses Stokes (* 26. September 1995 in Baltimore, Maryland) ist ein US-amerikanischer Basketballspieler.

## Laufbahn
Stokes spielte Basketball für die John Carroll High School, die Dunbar High School und die City College High School in Baltimore. Nach einem Jahr an der Fork Union Military Academy, für die er ebenfalls aktiv war, ging er an die Kansas State University, für die er vier Jahre spielte. Er schloss seine College-Ausbildung mit einem Bachelor in Bewegungswissenschaft (kinesiology) ab.
Als erste Profistation wählte er Polpharma Starogard Gdański in der Polska Liga Koszykówki, der höchsten polnischen Basketballliga. Nach 12 Spielen, in denen er im Schnitt 16,8 Punkte erzielte, wurde sein Vertrag aufgelöst. Im Januar 2020 wurde er als Neuverpflichtung vom deutschen Zweitligisten Science City Jena präsentiert. Nachdem die ProA-Saison wegen der andauernden COVID-19-Pandemie in Deutschland im März abgebrochen wurde, wechselte er im August zu den Norrköping Dolphins in die schwedische Basketligan.